# Народний парк Гумбольдтхайн
Народний парк Гумбольдтхайн (нім. Volkspark Humboldthain — «Гай Гумбольдта») — парк площею 29 га у берлінськім районі Гезундбруннен в окрузі Мітте. На сході межує з вулицею Брунненштрассе, на півдні — з Густав-Мейер-алее, на заході — з Хуссітенштрассе, а на півночі — з Хохштрассе. Перебуває під охороною держави як пам'ятка садового мистецтва.

## Історія
Розбудова парку у Гезундбруннене почалася 14 вересня 1869 року, у 100-річний ювілей від дня народження Олександра фон Гумбольдта, автор проєкту — Густав Майер. Парк відкрився у 1876 році.
У 1941-1942 роках в парку були зведені дві зенітні вежі з наземними бункерами. Після війни південна, так звана «спрямовуюча», вежа була підірвана і практично повністю засипана будівельним сміттям від чого перетворилась на штучну гору, яку використовують для зимових видів спорту. Північна, «бойова» вежа була підірвана в повному обсязі, також засипана будівельним сміттям і нині під назвою «Гумбольдтська висота» є оглядовим майданчиком. На Гумбольдтський висоті в 1967 році в річницю зведення Берлінської стіни була встановлена алюмінієва скульптура роботи Арнольда Шаца «Меморіал єдності Німеччини». У деяких збережених приміщеннях бойової зенітної вежі влітку проводяться екскурсії. Північна стіна великого бункера і стіна малого бункера використовуються Німецьким союзом альпіністів для тренувань зі спортивного скелелазіння з високим рівнем складності.
Церква Вознесіння на Брунненштрассе була підірвана після війни і відновлена в 1956 році в іншому місці. На її місці росте розарій, прикрашений бронзовою скульптурою роботи Вальтера Шотта «Німфа на полюванні» або «Діана з хортами», яку подарувала компанія AEG округу Веддінг в 1953 році.